# Lucio Lunerti
Lucio Lunerti (* 1954 in San Benedetto del Tronto) ist ein italienischer Filmregisseur und -produzent.
Lunerti drehte in den 1990er Jahren zwei Spiel- und einen Kurzfilm, die nur wenige Kinoeinsätze erhielten (L’accertamento war erst drei Jahre nach Fertigstellung zu sehen). 2000 produzierte er Rosalia Polizzis Riconciliati.

## Filmografie
- 1993: Il tempo del ritorno
- 1998: L’accertamento
- 2000: Riconciliati (Produzent)